# Pastore di nuvole
| Recensione          | Giudizio |
| ------------------- | -------- |
| Storia della musica | [ 1 ]    |
| Debaser             | [ 2 ]    |

Pastore di nuvole è un album discografico di Luigi Grechi, pubblicato dall'etichetta discografica Caravan Records nel 2003.

## Tracce

### CD
1. Eccolo lo stronzo! – 3:49 (Luigi Grechi)
2. Il fuoco e la danza – 4:49 (Luigi Grechi)
3. Le vespe – 4:10 (Luigi Grechi)
4. Diggeriddo – 2:58 (Luigi Grechi)
5. Ma che vuoi da me? (What Do You Want?) – 4:27 (Peter Case, Luigi Grechi, Tom Russell)
6. Venti gradi sotto zero – 3:22 (Luigi Grechi)
7. Aldilà del confine – 3:32 (Luigi Grechi)
8. Stivali e tequila – 3:47 (Luigi Grechi)
9. Supergatto – 3:17 (Luigi Grechi)
10. Pastore di nuvole – 6:28 (Luigi Grechi, Guido Guglielminetti)

## Musicisti
- Luigi Grechi - voce
- Paolo Giovenchi - chitarre
- Alessandro Valle - chitarra pedal steel, dobro
- Daiana Sciapichetti - tastiere, armonica, fisarmonica
- Guido Guglielminetti - basso, cori
- Elio Rivagli - batteria, percussioni, cocktail drums
- Giovanna Mais - cori
- Dario Arianti - cori

Note aggiuntive
- Guido Guglielminetti - produttore
- Registrazioni effettuate nel febbraio 2002 a Bevagna (Perugia)
- Enrico Tortarolo - ingegnere delle registrazioni
- Mixaggio effettuato da: Guido Guglielminetti, Enrico Tortarolo e Gianmario Lussana presso Hobo Recording Studio di Saracinesco (Roma)
- Francesco Borghi - foto copertina CD
- Rossella Fumasoni - foto sfondo copertina CD
- Alessio Lega - foto interno libretto CD
- Stefano Borghi - progetto grafico copertina CD